# Greer Grammer
Kandace Greer Grammer, née à Los Angeles (Californie) le 15 février 1992, connue sous le nom de Greer Grammer, est une actrice américaine et ancienne reine de beauté, remarquée pour son rôle de Lissa dans Awkward, la série à succès de MTV.

## Biographie
Greer Grammer est la fille de Kelsey Grammer et de la maquilleuse Barrie Buckner. Elle a trois demi-sœurs, Spencer (1983-), Mason (2001-), et Faith (2012-) et trois demi-frères, Jude (2004-), Gabriel (2014-) et Auden (2016-). Elle est élevée principalement par sa mère à Malibu, en Californie.
Elle se passionne très jeune pour le théâtre, jouant dans diverses pièces dès l'âge de cinq ans. Elle suit les cours à l'Idyllwild Arts Academy (en) pendant deux ans, où elle reçoit une formation théâtrale.

## Filmographie

### Au cinéma
- 2010 : Almost Kings : Sasha
- 2012 : Chastity Bites (en) : Nicole
- 2014 : Amies malgré lui (Life Partners) : Mia
- 2014 : An Evergreen Christmas (en) (Christmas in Balsam Falls) : Annabelle
- 2016 : Emma's Chance : Emma
- 2017 : Altitude : Sadie
- 2021 :  Deadly Illusions : Grace

### À la télévision
- 2010 : iCarly (épisode iSpace Out) : Tancy
- 2011-2016 : Awkward : Lissa Miller
- 2015 : Melissa and Joey : McKenna Cederstrom (3 épisodes)
- 2016 : Manson's Lost Girls : Leslie Van Houten (téléfilm)
- 2016 : Étudiante en danger : Samantha Blake[1]

## Distinctions
- Miss Golden Globe à la 72e cérémonie des Golden Globes